# Pronuba lenkoi
Pronuba lenkoi är en skalbaggsart som beskrevs av Monné och Martins 1974. Pronuba lenkoi ingår i släktet Pronuba och familjen långhorningar. Inga underarter finns listade i Catalogue of Life.